# Aproximante velar
| Aproximante velar | Aproximante velar |
| ----------------- | ----------------- |
| AFI – número      | 154               |
| AFI – Unicode     | ɰ                 |
| AFI – imagem      |                   |
| Entidade HTML     | &#624;            |
| X-SAMPA           | M\                |
| Kirshenbaum       | j<vel>            |
| Som Exemplo       |                   |

A consoante aproximante velar é um tipo de fone consonantal empregado em alguns idiomas. Seu símbolo no Alfabeto Fonético Internacional é o ɰ, e seu equivalente X-SAMPA é M\. O símbolo ɣ, que representa a fricativa velar sonora, também é às vezes usado para representar o fone aproximante velar, adicionando ao símbolo um diacrítico que indica sons mais abertos, assim: [ɣ̞] ou [ɣ˕].

## Características
- O modo de articulação é aproximante, que significa que é produzido ao deixar um articulador próximo ao outro não ao ponto de construir uma consoante fricativa.
- O ponto de articulação é velar, que significa que é articulado com a parte de trás da língua,contra o palato mole.
- A fonação é sonora, que significa que as cordas vocais vibram durante a articulação.
- É uma consoante oral, sonante, que significa que permite que o ar escape pela boca.
- É uma consoante central, que significa que é produzido permitindo a passagem da corrente de ar fluir pelo meio da língua ao invés das laterais.
- O mecanismo de ar é egressivo, que significa que é articulado empurrando o ar para fora dos pulmões através do aparelho vocal.

## Ocorrências
| Língua     | Língua     | Palavra   | AFI      | Significado      | Notas                                                              |
| ---------- | ---------- | --------- | -------- | ---------------- | ------------------------------------------------------------------ |
| Castelhano | Castelhano | pagar     | [paˈɰaɾ] | 'pagar'          | Alofone de /ɡ/ intervocálico.                                      |
| Cheroqui   | Cheroqui   | ᏩᏥ/wa-tsi | [ɰatsi]  | 'relógio'        | Também é representado pelos símbolos Ꮺ, Ꮻ, Ꮼ, Ꮽ, e Ꮾ.              |
| Irlandês   | Irlandês   | naoi      | [n̪ˠɰiː]  | 'nove'           | Ocorre apenas entre uma consoante velarizada e uma vogal anterior. |
| Islandês   | Islandês   | saga      | [ˈsaɰa]  | 'história, saga' |                                                                    |

Um som semelhante ocorre na língua japonesa, representado (em sua forma latinizada) pela letra <w>, que não é labializado, mas é pronunciado com uma compressão labial.